# Невинни чародеи
„Невинни чародеи“ (на полски: Niewinni czarodzieje) е полски филм от 1960 година, драма на режисьора Анджей Вайда по сценарий на Йежи Анджейевски и Йежи Сколимовски.
В центъра на сюжета са група младежи, свирещи в свободното си време джаз, и нощта, която един от тях прекарва с момиче, с което случайно се е запознал. Главните роли се изпълняват от Тадеуш Ломницки, Кристина Стипулковска, Ванда Коческа, Збигнев Цибулски.